# Ajka–Felsőcsinger-vasútvonal
A MÁV 350-es számú, Ajka–Felsőcsinger-vasútvonala egy egyvágányú, nem villamosított, hosszú időn keresztül kizárólag teherforgalmú vasútvonal Veszprém vármegyében. 2016 óta nincs forgalom rajta.

## Jellemzői
Az 5,629 km hosszú vonal 1875-ben épült Ajka és Csingervölgy között a környékbeli bányák kiszolgálására.
A rövid vonal Ajka vasútállomásnál ágazik ki a Székesfehérvár–Szombathely-vasútvonalból, akárcsak az Ajka–Padragkút-vasútvonal. Ezt követően elválik az utóbbitól, és keresztezve a Csingeri utat a Mező, majd a Köztársaság utca mentén halad Ajka déli része felé. Később északkeletre fordul, Alsócsinger mellett halad el, majd egy hurokkal Felsőcsingernél egy teherpályaudvarral végződik.
A vonalon 1960-ig személyszállítás is folyt, azt követően kizárólag tehervonatok közlekedtek rajta. 2004-ig a csingervölgyi barnakőszénbányák, 2016-ig az Úrkúti mangánércbányák látták el szállítmánnyal a vonalat, amelyen napjainkban 2016. június 24. óta már nincs forgalom.
Alsócsinger állomásépületét 2014-ben bontották el.

## Videófelvétel
- Az utolsó tehervonat Csingerben